# Smålands runinskrifter 99
Runinskrift Sm 99, är en runsten i Nederby vid Kroppån, Myresjö socken i Småland. På åns andra sida står Sm 100. De omtalar samma brobygge, men är ristade vid olika tidpunkter. Den från runor översatta inskriften lyder enligt nedan:

## Inskriften
Translitteration:
: þurþR * auk * þurbiourn * karþu [b](r)(u) [þas]i [ef]tiR : uersku(l)f * faþur * sin
Normalisering till fornvästnordiska:
Þórðr ok Þorbjôrn gerðu brú þessa eptir Verskulf, fôður sinn.
Översättning till nusvenska:
Tord och Torbjörn gjorde denna bro efter Verskulv, sin fader.

### Fotnoter
1. 1 2  Samnordisk runtextdatabas, Sm 99.